# Kraft Foods Group
Kraft Foods Group е американски конгломерат за производство и преработка на храни, отделил се от Kraft Foods Inc. през 2012 г. и със седалище в Чикаго, Илинойс. Става част от Kraft Heinz през 2015 г.
Сливането с Heinz, организирано от собствениците на Heinz, Berkshire Hathaway и 3G Capital, е завършено на 2 юли 2015 г., образувайки The Kraft Heinz Company, петата по големина компания за храни и напитки в света.

## Продукция
Основният бизнес на компанията е в напитки, сирене, млечни храни, снакс и полуготови храни (полуфабрикати).